# Blek noddy
Blek noddy (Anous albivitta) är en fågel i familjen måsfåglar inom ordningen vadarfåglar som förekommer i Stilla havet.

## Utseende och läten
Blek noddy är en 28–31 centimeter lång fågel med en vingbredd på 46–60 centimeter. Stjärten är relativt lång och kluven. Fjäderdräkten är blekgrå, nästan vit på huvudet och undersidan men mörkare på rygg, stjärt och vingar. Vingarna har mörka spetsar, vita bakkanter och vit undersida. Ögat är svart och verkar stora på grund av en svart fläck precis framför. Den tunna och spetsiga näbben är svart, liksom ben och fötter förutom den blekgula simhuden mellan tårna.
Ungfåglar är brunare än adulta individer och har mörkare och mer kontrasterande vingpennor.
Blek noddy är oftast tyst men har ett mjukt, purrande läte.

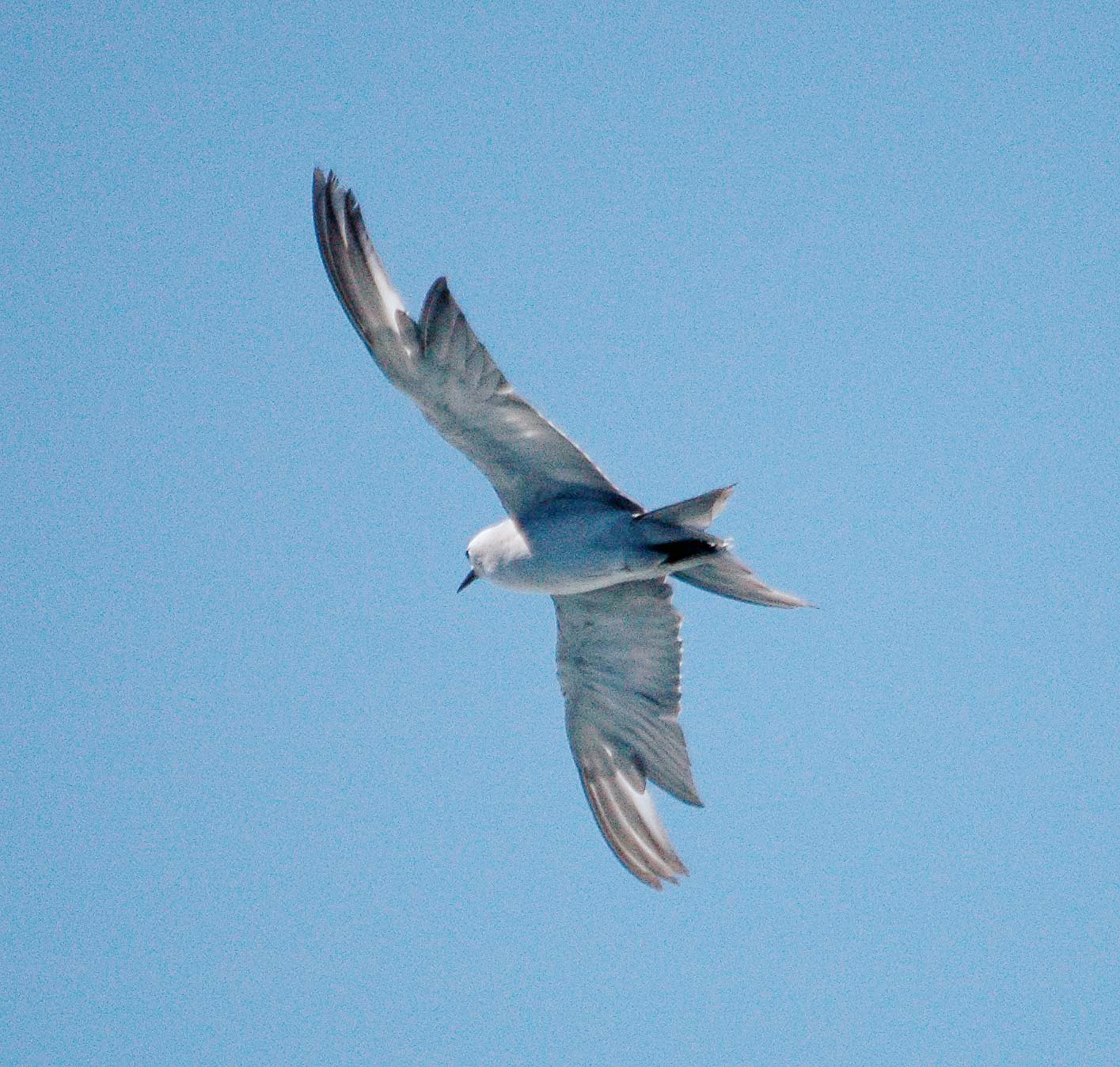
I flykten i Nya Zeeland.

## Utbredning och underarter
Blek noddy förekommer i subtropiska och varma tempererade delar av södra Stilla havet. Den delas in i tre underarter med följande häckningsområden:
- Anous albivitta albivitta – Lord Howe, Norfolkön, Kermadecöarna och Tonga
- Anous albivitta skottsbergii – Henderson Island, Påskön och Sala y Gómez (Chile)
- Anous albivitta imitatrix – San Ambrosio och San Félix i Desventuradasöarna (Chile)

Tidigare har den behandlats som en morf av grå noddy (Anous cerulea).

### Släktestillhörighet
Tidigare placerades den i släktet Procelsterna, men DNA-studier visar att arten är inbäddad i Anous.

## Ekologi
Fågeln häckar i kolonier på klippöar. Den lägger ett vitaktigt ägg med mörka fläckar läggs på en skyddad klippyta eller under ett klippblock. Ägget ruvas av båda föräldrarna i 32 dagar och ungarna är flygga 35 dagar efter kläckning.
Blek noddy födosöker på grunt vatten, inte långt ifrån häckningskolonierna. Den ses i stora flockar med tusentals individer på jakt efter plankton och småfisk.

## Status och hot
Arten har ett stort utbredningsområde och en stor population med stabil utveckling som inte tros vara utsatt för något substantiellt hot. Utifrån dessa kriterier kategoriserar internationella naturvårdsunionen IUCN arten som livskraftig (LC). Världspopulationen av blek noddy och grå noddy uppskattas sammanlagt till 27.000-120.000 individer, men totala antalet för blek noddy är okänt.

## Namn
Notera att blek noddy kallas grey noddy på engelska, medan grå noddy kallas blue noddy.